# Didier Mommessin
Didier Mommessin (* 26. August 1967) ist ein ehemaliger französischer Tischtennisnationalspieler. In den 1990er Jahren gehörte er zu den besten Spielern Frankreichs. Er gewann fünfmal die französische Meisterschaft. 
Mommessin wurde 1990 französischer Meister im Einzel. Im Doppel errang er vier Titel, 1989 mit Jacques Secrétin sowie 1992, 1994 und 1995 jeweils mit Jean-Philippe Gatien. Von 1987 bis 1995 wurde er viermal für Weltmeisterschaften nominiert.
1992 heiratete er die englische Tischtennisnationalspielerin Fiona Elliot.  Nach dem Ende seiner Laufbahn war er von 2004 bis 2008 Präsident des Tischtennisclubs CAM Bordeaux.

## Turnierergebnisse
| Verband | Veranstaltung     | Jahr | Ort        | Land | Einzel     | Doppel    | Mixed      | Team |
| ------- | ----------------- | ---- | ---------- | ---- | ---------- | --------- | ---------- | ---- |
| FRA     | Pro Tour          | 1998 | Sundsvall  | SWE  |            | Rd 1      |            |      |
| FRA     | Pro Tour          | 1998 | Beirut     | LIB  | Rd 1       | letzte 16 |            |      |
| FRA     | Pro Tour          | 1997 | Gdańsk     | POL  | letzte 32  |           |            |      |
| FRA     | Pro Tour          | 1997 | Kettering  | ENG  | letzte 32  | Rd 1      |            |      |
| FRA     | Weltmeisterschaft | 1995 | Tianjin    | CHN  | Qual       | letzte 64 | letzte 64  |      |
| FRA     | Weltmeisterschaft | 1993 | Göteborg   | SWE  | letzte 128 | letzte 32 | letzte 32  | 7    |
| FRA     | Weltmeisterschaft | 1991 | Chiba City | JPN  | letzte 128 | letzte 64 | letzte 64  | 11   |
| FRA     | Weltmeisterschaft | 1987 | New Delhi  | IND  | letzte 64  | letzte 32 | letzte 128 | 13   |